# بانک اسپانیا
بانک اسپانیا (اسپانیایی: Banco de España‎) بانک مرکزی کشور اسپانیا است. این بانک که در سال ۱۷۸۲ توسط کارلوس سوم در مادرید تأسیس شد، امروزه بخشی از سیستم بانکی اتحادیه اروپا می‌باشد. بانک مرکزی وظیفه نظارت بر سیستم بانکی اسپانیا را دارد. فعالیت‌های بانک مرکزی تحت قانون استقلال تنظیم می‌شود.